# یوخاری آغاسی بی‌لی
یوخاری آغاسی بی‌لی (به ترکی آذربایجانی: Yuxarı Ağasıbəyli) یک منطقه مسکونی در جمهوری آذربایجان است که در شهرستان ساموخ واقع شده است. یوخاری آغاسی بی‌لی ۱۱۴۱ نفر جمعیت دارد.